# Nazi Lowriders
Los Nazis Lowriders, también conocidos como NLR, es una pandilla de prisión, activa en el sur de California, especialmente en la ciudad de Cypress. Tienen pequeñas facciones en Chicago y se cree que se han extendido a muchos otros estados. Son aliados de la pandilla Hermandad Aria y actualmente están aliados a otros grupos de supremacía blanca. Sus principales rivales son los Bloods, Crips, Black Guerrilla Family, Nuestra Familia, y Mara Salvatrucha.

## Historia
La banda se originó a mediados de 1970, pero no fueron realmente observados por la policía hasta principios de los 1990, momento en el cual las autoridades de California decidieron tomar medidas contra la Hermandad. A diferencia de otras pandillas de supremacía blanca en las prisiones de California, los NLR se ganaron la reputación de ser muy violentos. Se destacan como una pandilla de prisión por el Departamento de Correcciones de California. Hay muchos miembros en los condados de California como Oildale, Bakersfield, Lancaster, Inland Empire, y el Condado de Orange. La parte de "nazi" en su nombre es un signo de la creencia racista en la supremacía blanca y el antisemitismo, mientras que "lowriders" es un término que utilizan las pandillas mexicanas en California.
A diferencia de otras pandillas de supremacía blanca, parecen estar bien organizados y han desarrollado vínculos con otras organizaciones como el Ku Klux Klan. 
El 28 de enero de 1999, los funcionarios de prisiones de California reconocieron a los Nazi Lowriders como una pandilla de prisión violenta. En consecuencia, en un intento de interrumpir las actividades delictivas de la banda, los internos que son miembros ahora pueden ser sometidos a la pena de muerte, así como otros tratamientos restrictivos. Por esto, los Nazi Lowriders han hecho una alianza con Public Enemy No. 1. otra pandilla, que ha tomado las riendas de la población carcelaria en California.

## Organización y miembros
En la cárcel, tienen un sistema de jerarquía de tres niveles que consiste en miembros superiores, miembros más jóvenes, y niños. Las personas mayores suelen dar lugar a la banda. Para el estado de alto nivel, los miembros deben haber estado activos durante al menos cinco años y haber sido elegidos por al menos otros tres miembros de alto rango. Por debajo de ellos están los jóvenes, ellos no pueden inducir a nuevos miembros, pero pueden tratar de reclutar potenciales. Los niños por lo general vienen de otras pandillas, y un miembro de alto rango les induce convirtiéndose en su mentor. En las calles, la estructura no es tan clara, y parecen estar conectados de manera más flexible.
Los miembros pueden tener tatuajes de esvásticas y otros iconos nazis, aunque los miembros no están necesariamente obligados a ponerse tatuajes. Los tatuajes con las letras NLR (Nazi LowRider) aparecen comúnmente en los estómagos, la espalda o el cuello de los miembros. 
A pesar de ser racistas muchos miembros tienen novias latinas. Según los expertos, los Nazi Lowriders admiten miembros latinoamericanos siempre y cuando sean de ascendencia europea, o en algunos casos mestizos. Todos los miembros deben mostrar lealtad a la raza blanca y suscribirse a una ideología de odio, especialmente contra los negros y los "traidores raciales".

## Actos criminales
La organización está involucrada en actividades delictivas dentro y fuera de la prisión, sobre todo en la producción y distribución de metanfetamina, y se ha convertido en un distribuidor de las drogas en el sur de California.
Esta pandilla es responsable de decenas de ataques, atentados y asesinatos en todo el sur de California.